# Energy Star

O logotipo da Energy Star indica que o produto obteve a certificação energética.

Energy Star é um padrão internacional para o consumo eficiente de energia, originado nos Estados Unidos. Ele foi criado pelo governo norte-americano no início da década de 1990. Outros países, no entanto, como Austrália, Canadá, Japão, Nova Zelândia, Taiwan e a União Europeia também adotaram o programa.

## História
Em 1992, a Agência de Proteção Ambiental (EPA) dos EUA lançou o Energy Star (literalmente, "Estrela de Energia"), um programa voluntário de certificação destinado a identificar e também promover produtos energeticamente eficientes para que consumidores possam economizar o dinheiro gasto em contas de luz e reduzir as emissões de gases causadores do efeito estufa. Computadores e monitores foram os primeiros produtos a receberem a certificação.
Em 1995, a EPA expandiu a certificação para os demais equipamentos de escritório e incluiu produtos de climatização. Já em 1996, a EPA, em parceria com o Departamento de Energia dos EUA, criou categorias diferentes para cada produto. Atualmente, a certificação abrange equipamentos de escritório, iluminação, eletrodomésticos, construções residenciais, comerciais, plantas de indústrias e diversas outras categorias.
Através de suas parcerias com mais de 15 mil organizações públicas e privadas do setor, a Energy Star fornece as informações técnicas e ferramentas para obter soluções energeticamente eficazes, além de melhores práticas de gestão. A Energy Star estabelece, com sucesso, eficiência energética e redução de custos nos EUA, fazendo com que as empresas, organizações e consumidores poupassem cerca de 19 bilhões de dólares em 2008. Durante a última década, a Energy Star tem sido uma força motriz por trás da mais ampla utilização de inovações tecnológicas, tais como lâmpadas fluorescentes mais eficientes; sistemas de gerenciamento de energia para equipamentos de escritório; e baixo consumo de energia em modo de espera.
A eficiência energética continua ganhando espaço na mídia e gera uma grande preocupação entre os consumidores. Por isso, o programa fornece um selo de confiança em mais de 60 categorias de produtos (e milhares de modelos) para o lar e escritório. O selo garante a um produto o mesmo - ou ainda um melhor - desempenho que outros equipamentos similares que não seguem o padrão da Energy Star.